# 賈納卡·坎查納
賈納卡·坎查納·穆杜納亞克（英語：Janaka Kanchana Mudunnayake）是一名斯里兰卡吉尼斯世界纪录保持者，目前是斯里兰卡港务局雇员。他曾参加斯里兰卡《達人青年》，贏得了2018年的比赛。2018年2月21日，他打破《弯曲12毫米钢棒》的吉尼斯世界纪录，成績為48秒彎曲22根。在他之前，該记录由亚美尼亚人阿门·亚当斯保持，亚当斯在一分钟内弯曲了18根12毫米钢棒。 
2019年4月4日，坎查納創造了《打破胸前混凝土板》的吉尼斯世界纪录，成績為5分40秒内打破50块。 2016年1月，他嘗試打破《雙人皮卡車駛過肚子》的世界記錄，目标是10辆雙人皮卡車，但最終意外受傷導致挑戰失敗。